# 5674 Wolff
5674 Wolff eller 1986 RW2 är en asteroid i huvudbältet som upptäcktes den 6 september 1986 av den amerikanske astronomen Edward L.G. Bowell vid Anderson Mesa Station. Den är uppkallad efter John M. Wolff.
Asteroiden har en diameter på ungefär 6 kilometer.